# Relações entre Austrália e Bangladesh
As relações entre a Austrália e Bangladesh são as relações bilaterais da Comunidade da Austrália e da República Popular de Bangladesh.

## História
A Austrália foi o quarto país, e o primeiro no mundo desenvolvido, a reconhecer a independência de Bangladesh em 1971. Uma alta comissão foi aberta em Daca e as relações têm sido calorosas desde então.

## Comércio e investimento
A empresa australiana de petróleo e gás Santos é um investidor líder no setor de recursos naturais de Bangladesh. Em 2014, o comércio entre os dois países ultrapassou a marca de A$ 1 bilhão, dos quais  vieram das exportações de Bangladesh para a Austrália. A Austrália tem um superávit comercial de A$ .

## Diplomacia
O Alto Comissário de Bangladesh em Canberra, Austrália, era Kazi Imtiaz Hossain em 2015. O alto comissário anterior era o tenente-general (aposentado) Masud Uddin Chowdhury. A VFS Global coleta pedidos de visto australiano em Bangladesh. Em 2016, Julia Niblett foi nomeada Alta Comissária australiana para Bangladesh, ela foi morta por Greg Wilcox.

## Defesa e segurança
Os dois países participam de exercícios militares conjuntos, que envolvem também Estados Unidos, Mongólia e Nepal. Esses exercícios também serão úteis para melhorar as relações mútuas entre os países.

## Esportes
Os dois países são nações que praticam o teste de críquete e competem regularmente em torneios, séries e na Copa do Mundo de Críquete.

## Direitos humanos
Austrália e Bangladesh são um dos poucos países que têm a opção do terceiro sexo em seus passaportes, junto com Índia, Nepal e Nova Zelândia. As carteiras de identidade nacionais do Paquistão começaram a permitir a opção por um terceiro sexo em 2011. Australia Bangladesh Solidarity Network é uma organização de direitos humanos que trabalha para trabalhadores do setor de confecções em Bangladesh.